# Copa Almirante Brown
La Copa Almirante Brown es disputada entre las selecciones de rugby de Argentina e Irlanda, y su primer encuentro tuvo lugar el 16 de noviembre de 2012 en el Estadio Aviva de Dublín, Irlanda.
El trofeo fue bautizado con ese nombre en honor a Guillermo Brown, almirante irlandés nacionalizado argentino conocido como el "padre de la Fuerza Naval Argentina". Fue una iniciativa compartida en la que participaron la Embajada de Argentina en Dublín, la Embajada de Irlanda en Buenos Aires, la Unión de Rugby Fútbol de Irlanda y la Unión Argentina de Rugby.

## Partidos
| Detalle      | Partidos | Ganados por Argentina | Ganados por Irlanda | Empates | Puntos de Argentina | Puntos de Irlanda |
| ------------ | -------- | --------------------- | ------------------- | ------- | ------------------- | ----------------- |
| En Argentina | 2        | 0                     | 2                   | 0       | 34                  | 52                |
| En Irlanda   | 4        | 0                     | 4                   | 0       | 67                  | 155               |
| Total        | 6        | 0                     | 6                   | 0       | 101                 | 207               |

## Resultados
| Año  | Fecha           | Estadio                                 | Local     | Marcador | Visitante | Ganador del partido | Ganador del trofeo |
| ---- | --------------- | --------------------------------------- | --------- | -------- | --------- | ------------------- | ------------------ |
| 2014 | 14 de junio     | Estadio Monumental José Fierro, Tucumán | Argentina | 17 – 23  | Irlanda   | Irlanda             |                    |
| 2014 | 7 de junio      | Estadio Centenario, Resistencia         | Argentina | 17 – 29  | Irlanda   | Irlanda             |                    |
| 2012 | 16 de noviembre | Estadio Aviva, Dublín                   | Irlanda   | 46 – 24  | Argentina | Irlanda             |                    |
| 2017 | 25 de noviembre | Estadio Aviva, Dublín                   | Irlanda   | 28 – 19  | Argentina | Irlanda             |                    |
| 2018 | 10 de noviembre | Estadio Aviva, Dublín                   | Irlanda   | 28 – 17  | Argentina | Irlanda             |                    |
| 2021 | 21 de noviembre | Estadio Aviva, Dublín                   | Irlanda   | 53 – 7   | Argentina | Irlanda             |                    |
| 2024 | 15 de noviembre | Estadio Aviva, Dublín                   | Irlanda   |          | Argentina |                     |                    |